# Diexisme
Diexisme és l'afició d'escoltar emissores de ràdio allunyades o exòtiques. En el cas de tractar-se de radioaficionats s'entén que la comunicació s'estableix entre punts geogràficament allunyats.
El DX es pot practicar a totes les bandes de freqüència i classes d'emisió.
- Els modus que més es fan servir són la CW i la Banda lateral única (BLU).
- El modus que es fa servir més per escoltar és l'amplitud modulada i la banda més escoltada generalment és l'Ona Curta; la comunicació es pot fer fins i tot amb l'altra banda del món.

El DX en bandes altes com la VHF i la UHF i fins a la SHF també és possible, generalment no arriba tan lluny, de l'ordre d'alguns centenars de kilòmetres, encara que aquest abast pot augmentar molt amb tècniques com el rebot lunar o la dispersió meteòrica, o, amb la utilització d'antenes altament directives.